# Колинс (Ајова)
Колинс (енгл. Collins) град је у америчкој савезној држави Ајова. По попису становништва из 2010. у њему је живело 495 становника.

## Демографија
Према попису становништва из 2010. у граду је живело 495 становника, што је -4 (-0.8%) становника више него 2000. године.
| Група             | 2000.       | 2010.       |
| Белци             | 491 (98,4%) | 489 (98,8%) |
| Афроамериканци    | 0 (0,0%)    | 0 (0,0%)    |
| Азијати           | 0 (0,0%)    | 1 (0,2%)    |
| Хиспаноамериканци | 5 (1,0%)    | 1 (0,2%)    |
| Укупно            | 499         | 495         |